# 阳门一
阳门一（半人马座b，b Cen）是半人马座的一颗恒星，视星等为+4.00，距离地球约339光年。